# Khalifa
Khalifa (in alfabeto arabo: خليفة) è un nome proprio di persona arabo maschile.

## Origine e diffusione
Il nome riprende il termine arabo per "califfo" o "viceré", il cui significato originale è successore; tale titolo venne infatti dato ai successori del profeta Maometto come capo del popolo islamico.

## Persone

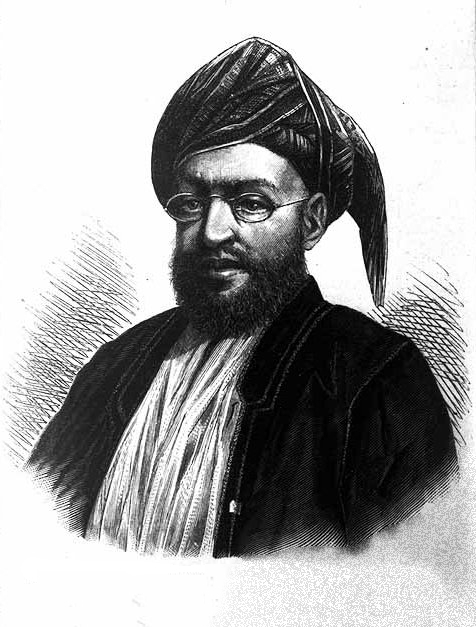
Khalifa bin Sa'id di Zanzibar

- Khalifa Al Mutaiwei, pilota di rally emiratino
- Khalifa bin Hamad al-Thani, emiro del Qatar
- Khalifa bin Harub di Zanzibar, sultano di Zanzibar
- Khalifa bin Sa'id di Zanzibar, sultano di Zanzibar
- Khalifa bin Salman Al Khalifa, politico bahreinita
- Khalifa bin Zayed Al Nahyan, sovrano e politico emiratino
- Khalifa Belqasim Haftar, generale e politico libico
- Khalifa ibn Khayyat, storico arabo
- Khalifa ibn Waqqasa, visir marocchino
- Khalifa Jabbie, calciatore sierraleonese